# Čavoj
Čavoj es un municipio del distrito de Prievidza en la región de Trenčín, Eslovaquia, con una población estimada a final del año 2024 de 497 habitantes.
Se encuentra ubicado al este de la región, cerca del río Nitra (cuenca hidrográfica del Danubio) y de la frontera con las regiones de Banská Bystrica y Žilina.

## Demografía
| Año        | 1994 | 2004     | 2014     | 2024    |
| ---------- | ---- | -------- | -------- | ------- |
| Población  | 696  | 577      | 506      | 497     |
| Diferencia |      | −17,09 % | −12,30 % | −1,77 % |

| Año        | 2023 | 2024    |
| ---------- | ---- | ------- |
| Población  | 502  | 497     |
| Diferencia |      | −0,99 % |